# 京都府立洛西高等学校
京都府立洛西高等学校（きょうとふりつ らくさいこうとうがっこう）は、京都府京都市西京区大原野西境谷町一丁目に所在する府立高等学校。

## 概要
府立高校の中でも比較的新しい学校で、1980年に開校した。洛西ニュータウンの住宅街に位置する。2003年度（平成15年度）から学力向上フロンティアハイスクールに指定(その後廃止)。

## 沿革
- 1979年7月 - 建設工事が着工[1]
- 1980年1月 - 条例により京都府立洛西高等学校を設置
- 1980年3月 - 制服・校章を決定[2]。
- 1980年4月 - 開校
- 1985年4月 - 普通科第I・第II類（人文・理数）を設置
- 1995年4月 - 普通科第I類に英語コースを設置
- 2003年4月 - 普通科第I類に1年次に発展コース、2・3年次に文系A・文系B・理系の3コースを設置
- 2014年4月 - 入試選抜制度変更に伴い類制を廃止 普通科に統一された
- 2022年4月 - 新高等学校学習指導要領新高等学校学習指導要領に伴い2年次より探求理数・人文、創造の3コースを設置

## 設置学科
- 全日制普通科

## 部活動
体育会系
- 硬式野球部
- 男子(女子)硬式テニス部
- 男子(女子)軟式テニス部
- 男子(女子)バドミントン部
- 男子(女子)バスケットボール部
- 卓球部
- 陸上競技部
- 剣道部
- サッカー部
- 女子バレーボール部
- 男子ハンドボール部
- 体操部
- ダンス部

文化系
- 吹奏楽部
- コーラス部
- 写真部
- 軽音楽部
- インターアクト部
- 美術部
- イラストレーション部
- ESS部
- 食べ物文化研究会
- サイエンス部
- 書道部
- 茶道部
- 演劇部
- Links同好会

## 洛西フェスティバル
洛西高等学校における学校祭の総称。文化の部とスポーツの部の二部構成になっている。この洛西フェスティバル（通称洛フェス）はこの学校の大きな目玉の一つでもあり、約一週間かけた大規模で行われる。
文化の部は
- 1年　仮装ショーアップ
- 2年　メディアミックスシアター（MMC）
- 3年　演劇

といった構成で9月の第一月、火、水曜日の3日間行われ、クラス単位でその出来が競われる。
基本的に生徒たちは夏休みの終わりから2週間かけて準備をすることになっている。1・3年の優秀クラスは、後のオープン文化祭にて一般公開される。
スポーツの部は9月の下旬に行われ、以前は5つの団だったが、平成30年度から4つの団に、現在は3つの団に分かれて各種目での合計点数を競う。こちらはいわゆる普通の体育祭と大差ない。オープン文化祭はその9月の第一土曜日に、イオンモール京都桂川を借りて行われる。前述のとおり、1・3年の優秀賞2クラスの上演と他各文化系クラブ作品の展示が行われる。

## 著名な卒業生
- 柿健一 - ミュージシャン。STANCE PUNKSドラマー。
- 北村真平 - 朝日放送アナウンサー。
- 羽尻公一郎 - フリーランスの人工知能・認知科学研究者。
- 菅野将太 - サッカー選手。
- 波夛野寛 - サッカー選手。カマタマーレ讃岐所属。
- 中西正樹 - 株式会社アミューズ代表取締役社長、サザンオールスターズ元マネージャー。
- YOOKEY-ミュージシャン。作曲家